# 民主街道 (敦化市)
民主街道，是中华人民共和国吉林省延边朝鲜族自治州敦化市下辖的一个乡镇级行政单位。

## 行政区划
民主街道下辖以下地区：
林源社区、城西社区、文化社区和中心社区。